# Quintane
En quintane (latin femte) er en anordning der bruges en række lanse-sportsgrene, ofte til at træne til ridderturnering, hvor deltagerne forsøger at ramme et mål med sin lanse, sværd eller andet mêlée-våben. Ofte har den et skjold eller en plade, der er monteret på en pæl, selvom mannequin også bruges. Brugeren skal ramme skjoldet eller pladen og få quintanen til at dreje rundt. I nogle tilfælde er der monteret en arm modsat skjoldet der holder en sæk sten eller noget andet tungt, som man skal undgå at blive ramt af. 
Konkurrencen var åben for mænd af alle klasser. Ved brug af heste kan det bruges som træning til dystløb i ridderturneringer, men det kan også udføres til fods eller fra både, hvilket var populræt i 1100-tallets London.
Så sent som i 1700-tallet blev quintaner brugt i landområder i England som underholdning. 